# Eirmocides pruina
Eirmocides pruina is een vlinder uit de familie van de Lycaenidae. De wetenschappelijke naam van de soort is voor het eerst gepubliceerd in 1904 door Hamilton Herbert Druce.
De soort komt voor in Papoea-Nieuw-Guinea.